# Listrocerum joveri
Listrocerum joveri là một loài bọ cánh cứng trong họ Cerambycidae.